# Hollandse tweekleurenreeks
Vanaf 1959 werden in Nederland de verhalen van Suske en Wiske uitgegeven in de Hollandse tweekleurenreeks. Nieuwe en enkele oude verhalen (uit de Vlaamse ongekleurde reeks en de Hollandse ongekleurde reeks) kregen een rode steunkleur en sommige werden zelfs hertekend.
Parallel aan deze reeks liep de Vlaamse tweekleurenreeks. Later verscheen de Gezamenlijke tweekleurenreeks en nog later de tot op heden bestaande Vierkleurenreeks. In de laatstgenoemde reeks werden de oude verhalen opnieuw opgenomen.
De hierboven genoemde reeksen worden gezamenlijk de rode reeks genoemd.